# Nellore
Nellore (telugu నెల్లూరు Urdu نیلور) és una ciutat i corporació municipal de l'estat d'Andhra Pradesh, capital del districte d'Amarajeevi Potti Sri Ramulu Nellore (districte de Nellore), situada entre Vijayawada i Chennai (Madras) a la riba del riu Penna o Penner a 14° 25′ N, 79° 58′ E / 14.417°N,79.967°E. Darrerament utilitza les instal·lacions del modern port de Krishna Patnam (a Krishnapatnam a uns 25 km de Nellore) que té la millor infraestructura d'Àsia equiparable a Singapur. Consta al cens del 2001 amb una població de 378.947 habitants i l'aglomeració urbana al mateix any 404.775 habitants. L'estimació el 2009 és de 827.443 habitants. La població el 1881 era de 27.505 habitants i el 1901 de 32.040.

## Temples
El temple de Talpagiri Sri Rangantha Swamy a la riba del Penner, dataria del segle vi i està documentat des del segle xii, sent el temple principal dels diversos de la ciutat. A la vora hi ha el temple de Desikan.

## Història
El seu antic nom fou Sinhapur (ciutat del lleó) i més tard Durgametta (nom que existeix encara en un suburbi). El lloc estava el segle xi sota un cap de nom Mukkanti, tributari dels coles. Al segle xii estava sota Siddhi Raja; després l'alta sobirania va passar dels coles als kakatyes ganpatis de Warangal dels quals va passar als musulmans i caps locals fins que fou dominada per Krishna Deva Raja de Vijayanagar el 1512. Al segle xvii estava en mans del zamindari de Venkatagiri (probablement en feu de Bijapur o Golconda) i després del 1867 en mans de l'Imperi Mogol; el 1750 fou un fawjdar de la suba d'Arcot dins de l'administració dels nawabs del Carnàtic o Arcot. Al segle xvii s'hauria construït la fortalesa que dominava la ruta al nord i el pas del Penner; encara una part del fort i les muralles es poden veure avui dia.
El 1753 fou concedida en feu a Najibullah, germà del nawab Wala Jah Muhammad Ali Khan (1749-1795) que havia obtingut el poder mercès a l'ajut britànic. Però Najibullah fou suplantat per un aventurer militar de nom Muhammad Kamal, que va saquejar el temple de Tirupati, que havia estat promès als britànics, fins que fou finalment derrotat per aquestos i fet presoner al cap de dotze mesos; Llavors Najibullah va poder governar Nellore.
El 1757 Najibullah es va revoltar contra el seu germà, que va enviar un exèrcit de deu mil homes incloent un contingent europeu sota el coronel Forde. Najibullah va abandonar Nellore deixant una guarnició d'uns tres (o cinc) mil homes i 20 francesos de Masulipatam. Després d'uns dies de bombardeig es va obrir una bretxa però quan van entrar els atacants, en majoria britànics, foren rebutjats amb fortes pèrdues; Forde fou cridat a Madràs i Najibullah va poder tornar a Nellore i es va mantenir en armes l'any següent, atacant territori del seu germà. Els marathes i francesos que van visitar la ciutat el 1758 foren ben rebuts, especialment els segons.
Però el 1759, quan el francès Lally va abandonar el setge de Madràs, es va sotmetre als britànics i va matar a tots els soldats francesos al seu servei (menys un) i fou confirmat com a governador de Nellore. El 1761 el nawab va demanar ajut als britànics per recuperar Nellore i els britànics van enviar al coronel Caillaud que va entrar a la ciutat el febrer de 1762 i poc després la va entregar al nawab. No va quedar afectada per les guerres entre Haidar Ali de Mysore i els britànics. El 1787 un pagès que llaurava va trobar les restes d'un temple i un pot amb monedes d'or de les que unes trenta es van salvar i es va veure que eren romanes del segle ii. El 1790, quan va esclatar la guerra entre els britànics i Tipu Sultan, el nawab va haver de cedir temporalment el districte i en ajustar-se la pau el 1792 fou restaurada al nawab però l'administració va restar de fet en mans dels britànics als que es va cedir definitivament el 1801. En la construcció d'un pas del Penner es van trobar diversos taüts amb alguns cossos (algun amb més d'un cos) i també diversos objectes complementaris. La municipalitat es va establir el 1866.